# Molsbergen
Molsbergen is een gehucht in de Belgische stad Lokeren.

## Geschiedenis
Molsbergen ontstond als een nederzetting, bestaande uit huizen en boerderijen langs de verbindingsweg tussen Lokeren en Waasmunster. Op de Fricx-kaart uit 1712 staat het gehucht vermeld als "Molsberg", en op de Ferrariskaart uit 1777 als "Molsberghen". Deze kaarten suggereren de aanwezigheid van een molen genaamd de "Molsberghen Molen" in het verleden. Latere benamingen, zoals "Molsberge" en "Mosberge", dateren uit de 19e eeuw. De naam van het natuurreservaat Molsbroek en het gehucht hebben een gezamenlijke oorsprong. In de tweede helft van de 20e eeuw werd ten westen van Molsbergen het industriepark Rozen gebouwd, wat het landelijke karakter van het gehucht deed vervagen.

## Ligging
Molsbergen is gelegen langs de verbindingsweg tussen Lokeren en Waasmunster, evenals de Groenstraat. Het gehucht bevindt zich in de nabijheid van de grens met Waasmunster.

Deelgemeenten: Daknam · Eksaarde · Lokeren · Moerbeke

Dorpen: Doorslaar · Heiende · Koewacht · Kruisstraat · Oudenbos

Gehuchten: Brandbezen · Bautschoot · Briel · Calaigne · Caudenborm · De Katte · Den Oever · Duivekeet · Eksaardedam · Everslaar · Fortuine · Ganzendries · Lammeken · Heydensveer · Hillare · Hul · Keerken · Keersmakers · Molenhoek · Molsbergen · Naastveld ·  Nieuwpoort · Oosteindeke · Pereboom · Rijssel · Rode Sluis · Scheepken · Staakte · Stenenbrug · Terwest · Turfakkers · Veldeken · Vogelzang · Vossel · Werkstede · Westhoek · Zeveneekskens · Zwarte Sluis

Wijken: Bergendries · Bokslaar · Bloemenwijk · De Kop · Flamigantenwijk · Ledehof · Heirbrug · Lokeren-Zuid · Puttenen · Rozen · Schrijverswijk · Spoele · Stationswijk · Vogelkwijk

Buurten: Kouter · Oude Brug · 't Zand

Belgische gemeenten · Arrondissement Sint-Niklaas · Oost-Vlaanderen · Vlaanderen